# Conus primus
Conus primus é uma espécie de gastrópode do gênero Conus, pertencente à família Conidae.